# Rényi András
Rényi András (Budapest, 1953. október 12. –) művészettörténész, esztéta, egyetemi tanár.

## Élete
1977-ben végzett művészettörténet-esztétika szakokon az ELTE-n. 1988-ban egyetemi doktori, 1996-ban PhD fokozatot szerzett. 1990-1997 között az Ikon Kiadó igazgatója. A Magyar Táncművészeti Főiskola docense 1985-2002 között. Az ELTE Bölcsészettudományi Kar (ELTE-BTK) Esztétika Tanszékén oktat docensként. 2008 júliusától az ELTE Művészetelméleti és Médiakutatási Intézet egyetemi docense, 2015-ben kapta meg egyetemi tanári kinevezését.
Kutatási területei: Rembrandt, Caravaggio, a művészettörténet tudománytörténete, interpretációelmélet, művészeti hermeneutika (szobrászat, kép- és tánc), a modernitás-posztmodernitás kérdései. A kortárs művészek közül elemezte Kondor Béla, Varga Imre, Bódy Gábor, Jovánovics György, El Kazovszkij, Bozsik Yvette, Joseph Nadj műveit. 
Fia Rényi Pál Dániel  újságíró.

## Kötetei
- A testek világlása. Hermeneutikai tanulmányok; Kijárat, Bp., 1999
- A "Michelangelo"-paradigma a művészettörténetben. Stílustörténet, ikonológia, hermeneutika. Szöveggyűjtemény; szerk. Rényi András; Meridián-2000, Bp., 2002
- Gyönyörű ez a mai nap. A nyolcvanas és a kilencvenes évek magyar művészete. Történet és elmélet; vál. Aknai Katalin, Rényi András; Magyar Alkotóművészek Országos Egyesülete–Meridián-2000, Bp., 2003
- Az értelmezés tébolya. Hermeneutikai tanulmányok; Kijárat, Bp., 2008
- Miért hagytuk, hogy így legyen?; szerk. Rényi András; XXI. Század, Bp., 2012
- A túlélő árnyéka. Az El Kazovszkij-élet/mű. Szépművészeti Múzeum–Magyar Nemzeti Galéria, 2015. november 6–2016. február 14.; szerk. Rényi András; MNG, Bp., 2015 (A Magyar Nemzeti Galéria kiadványai)
- Rembrandt – A képek színjátéka. Hermeneutikai kísérletek; L'harmattan Kft., 2023

## Külső hivatkozások
- Rényi András honlapja Archiválva 2008. december 4-i dátummal a Wayback Machine-ben
- Publikációs jegyzéke
- A Mindentudás Egyeteme honlapján
- Rényi András közleményei. mtmt.hu. (Hozzáférés: 2018. július 10.)